# Strahlenkörbchen
Das Strahlenkörbchen (Mactra stultorum), auch Strahlenkorb, Bunte Trogmuschel oder Narrenkappe genannt, ist eine Muschelart aus der Familie der Trogmuscheln (Mactridae). Die Nomenklatur und die systematische Stellung der Art sind höchst umstritten.

## Merkmale
Das gleichklappige Gehäuse wird bis 6 cm lang. Es ist abgerundet-dreieckig und stark gewölbt. Der Wirbel sitzt in etwa in der Mitte des Gehäuses, d. h. das Gehäuse ist annähernd gleichseitig. Das Ligament ist zweigeteilt. Das äußere dunkelbraune Ligament sitzt als dünnes, eingesenktes Band hinter den Wirbeln, das innere Ligament auf einem löffelförmigen Fortsatz der Schale ("Chondrophor") unter dem Wirbel. Ein kleines, dünnes cremefarbenes Septum teilt inneres und äußeres Ligament. Das Schloss der linken Klappe besteht aus drei Haupt- oder Kardinalzähnen sowie einem vorderen und hinteren Seitenzahn. Die zwei vorderen Kardinalzähne bilden eine umgekehrt v-förmige Struktur. Der dritte Kardinalzahn ist klein, zerbrechlich und oft auch abgebrochen. Die rechte Klappe weist zwei Kardinalzähne auf, der vordere steht fast parallel zum Dorsalrand. und je zwei vordere und hintere Lateralzähne. Die unteren Lateralzähne sind länger als die oberen Lateralzähne und stehen auch weiter vor. Die Mantellinie ist tief eingebuchtet, die Bucht erreicht jedoch nicht die Mittellinie. Die Siphonen sind im Verhältnis zu anderen Muschelgruppen relativ lang, jedoch im Verhältnis zu anderen Arten der Trogmuscheln doch eher kurz.
Die cremefarbene Schale ist verhältnismäßig dünnschalig und spröde. Die Oberfläche ist annähernd glatt, lediglich sehr feine Anwachsstreifen sind vorhanden. Die Oberfläche ist glänzend; die Färbung besteht aus oft braunen konzentrischen und radialen Streifen ("Strahlen"; daher der Name Strahlenkorb/Strahlenkörbchen). Der innere Gehäuserand ist glatt. Das hellbraune bis braune Periostracum ist dünn.

Mactra stultorum Rechte Klappe
Mactra stultorum Linke Klappe
Mactra stultorum var. atlantica Rechte Klappe
Mactra stultorum var. atlantica Linke Klappe
Mactra stultorum var. cinerea Rechte Klappe
Mactra stultorum var. cinerea Linke Klappe

## Geographische Verbreitung, Lebensraum und Lebensweise
Das Verbreitungsgebiet der Bunten Trogmuschel ist der östlichen Atlantik; es reicht von Südnorwegen bis Westafrika (Senegal). Sie kommt auch in der Nordsee, im Mittelmeer und im Schwarzen Meer vor (siehe aber die Bemerkungen unter der Systematik).
Die Bunte Trogmuschel lebt eingegraben in überwiegend sandigen, seltener auch schlickigen Böden relativ dicht unter der Sedimentoberfläche. Sie kommt in der Nordsee von der Gezeitenzone bis in etwa 20 m Wassertiefe vor, Hauptverbreitungstiefe ist der Bereich zwischen 10 und 20 m.

## Taxonomie
Die Nomenklatur dieser Art ist sehr verwirrend. In vielen Publikationen und Internetseiten erscheint sie auch unter dem Namen Mactra corallina (Linné, 1758). Cardium corallinum und Cardium stultorum wurden von Carl von Linné im Jahre 1758 in seinem Werk Systema Naturae aufgestellt. Als Vorkommen von Cardium corallinum gab Linné das Mittelmeer an, für Cardium stultorum "in O. Europaeo" (= nördlicher Atlantik mit der Nordsee). MolluscaBase hält die beiden Taxa für Synonyme und wählte Cardium stultorum als gültigen Namen. Cardium stultorum ist die Typusart der Gattung Mactra Linnaeus, 1767.

## Belege

### Online
- Marine Bivalve Shells of the British Isles: Mactra stultorum (Linnaeus, 1758) (Website des National Museum Wales, Department of Natural Sciences, Cardiff)